# Antigny (Vienne)
Antigny è un comune francese di 611 abitanti situato nel dipartimento della Vienne nella regione della Nuova Aquitania.

## Società

### Evoluzione demografica
Abitanti censiti